# Habeas Corpus Munkacsoport
A Habeas Corpus Munkacsoport (rövidítve: HCM) 1996. április 30-án alakult,  alapszabálya szerint tudományos, közéleti és jogvédő egyesületként. 1998. január 1-től a Fővárosi Bíróság közhasznú szervezetnek minősítette. Alapítója és vezetője 2005-ig Juhász Géza volt.
Tevékenységét anyagilag Kanada és Hollandia budapesti nagykövetsége, az Európai Unió Phare-Demokrácia, majd Daphne programja, a Nyílt Társadalom Intézet (OSI) és a Ford Alapítvány  támogatták. Az egyesület 2008. március 10-én feloszlott.

## Filozófiája
A Habeas Corpus célja az volt, hogy az emberek saját testükhöz való szabad viszonyulásának kedvező társadalmi körülmények alakuljanak ki. 
A testtel kapcsolatos önrendelkezés nevében a testnek a személyiségen belüli megrendszabályozása vagy a test felszabadításának magasztalása helyett az egyesület - legalábbis elméletben - azt szorgalmazta, hogy mindenki maga dönthessen arról, kívánja-e értelmezni testéhez való viszonyát, s ha igen, miképpen. Ugyanakkor aggályai voltak a kisebbségek megszervezésének erőltetésével és a kollektív identitásokra épülő politizálással szemben. Az önrendelkezés, a magánélet és a kapcsolódó kérdésekben való döntésekhez szükséges információhoz való hozzájutás szabadságát elébe helyezte az állam állítólagos érdekeinek és az egyenlő emberi méltóságból közvetlenül nem fakadó jogoknak, mint például a munkaadók alkalmazottaik fölötti rendelkezése, a közerkölcs nevében való fellépés, a szülőknek és egyéb nevelőknek a gyermekek és a fiatalok feletti korlátlan rendelkezése, a gazdasági verseny szabadsága, s az ítélőképes emberek esetében a saját egészség. 
Az egyesület - más szervezetekkel (pl. NANE) közösen - több kampányt folytatott a családon belüli erőszak ellen.

## Tevékenységek
Már a megalakulás előkészítésének heteiben Juhász Géza alkotmánybírósági indítványt nyújtott be a Büntetőtörvénykönyv szexuális bűncselekményeket szabályozó fejezetének alkotmányellenessége miatt.
Az egyesület esszépályázatot hirdetett „Magunk rendelkezünk- e a testünkkel?” címmel 1996 nyarán. 
Tizenhárom részes előadás-, illetve vitaestsorozatot tartott 1996–97-ben, főként a nemiség és szexualitás társadalmi kérdéseiről. 
Pálfi Balázs riporter és Juhász Géza, mint a Szivárvány Társulás a Melegek Jogaiért alapítói, Horváth Attila és Horváth István ügyvédek segítségével 1997 márciusában a strasbourgi Emberi Jogok Európai Bíróságához fordult, mivel úgy találták, hogy a magyar hatóságok a Szivárvány nyilvántartásba vételének megtagadásával megsértették Az emberi jogok európai egyezménye előírásait. 
1997 áprilisától az egyesület jogsegélyszolgálatot tartott fenn a testtel kapcsolatos önrendelkezési vagy magánélettel összefüggő más jogok miatt diszkriminált vagy konfliktushelyzetbe került személyeknek.
1997 áprilisában, a Büntetőtörvénykönyv módosításának parlamenti vitája idején kifejtette véleményét Donáth László országgyűlési képviselőnek a hatályos Btk. szexuális bűncselekményekkel foglalkozó fejezetéről. Donáth László egyetértett a kritikákkal, és ennek nyomán módosító indítványokkal a fejezet alapos átdolgozását kezdeményezte, hogy a törvény fejezze ki: a szexuális élet, a partner és a vele való kapcsolat konkrét módjának megválasztása alapvető szabadságjog. Javaslatait a bizottságok elutasították. 
Az egyesület jelentette meg Szil Péter „Miért bántalmaz? Miért bántalmazhat? I.” (alcím: A családon belüli erőszak: a férfiak felelőssége) c. könyvét 2005-ben.

## Munkatársak
A HCM-mel több éven át együttműködő ügyvédek Schiffer András (az LMP egykori társelnöke), dr. Horváth István, dr. Tuza Péter, dr. Gulyás Zoltán és dr. Spronz Júlia voltak.

## Külső hivatkozások
- A szex mint bűncselekmény - Juhász Géza cikke a Magyar Narancsban (1997.05.01.)
- "Rejtőzködés és félelem"- Juhász Géza interjúja a Magyar Narancsnak (2000.05.11.)
- Az abortusztörvény és akik kiharcolták - Juhász Géza cikke a Magyar Narancsban (2000.08.10.)
- A Habeas Corpus Munkacsoport kínos kérdései Medgyessyhez (2003. március 8.) A HCM nyílt levélben fordult a miniszterelnökhöz, hogy megtudja, miért nem tesz a kormány semmit a családon belüli erőszak elleni törvényi megszületéséért.
- Férfifeminizmus - interjúszerű beszélgetés Juhász Gézával az indymedia.org honlapon (2005. május 6.)
- A HCM-mel kapcsolatos hírek az Origo hírportálon
- Az egyesület alapítója, Juhász Géza honlapja
- Cikkek, beszédek emberi jogi ügyekről